# Pet Shop Boys
Pet Shop Boys un dels duos pop més grans del món synthpop, procedent del Regne Unit. Els seus integrants són Neil Tennant (veu principal i, ocasionalment, sintetitzadors i guitarra) i Chris Lowe (sintetitzadors).

## Biografia

### Inicis i ascens cap a la fama

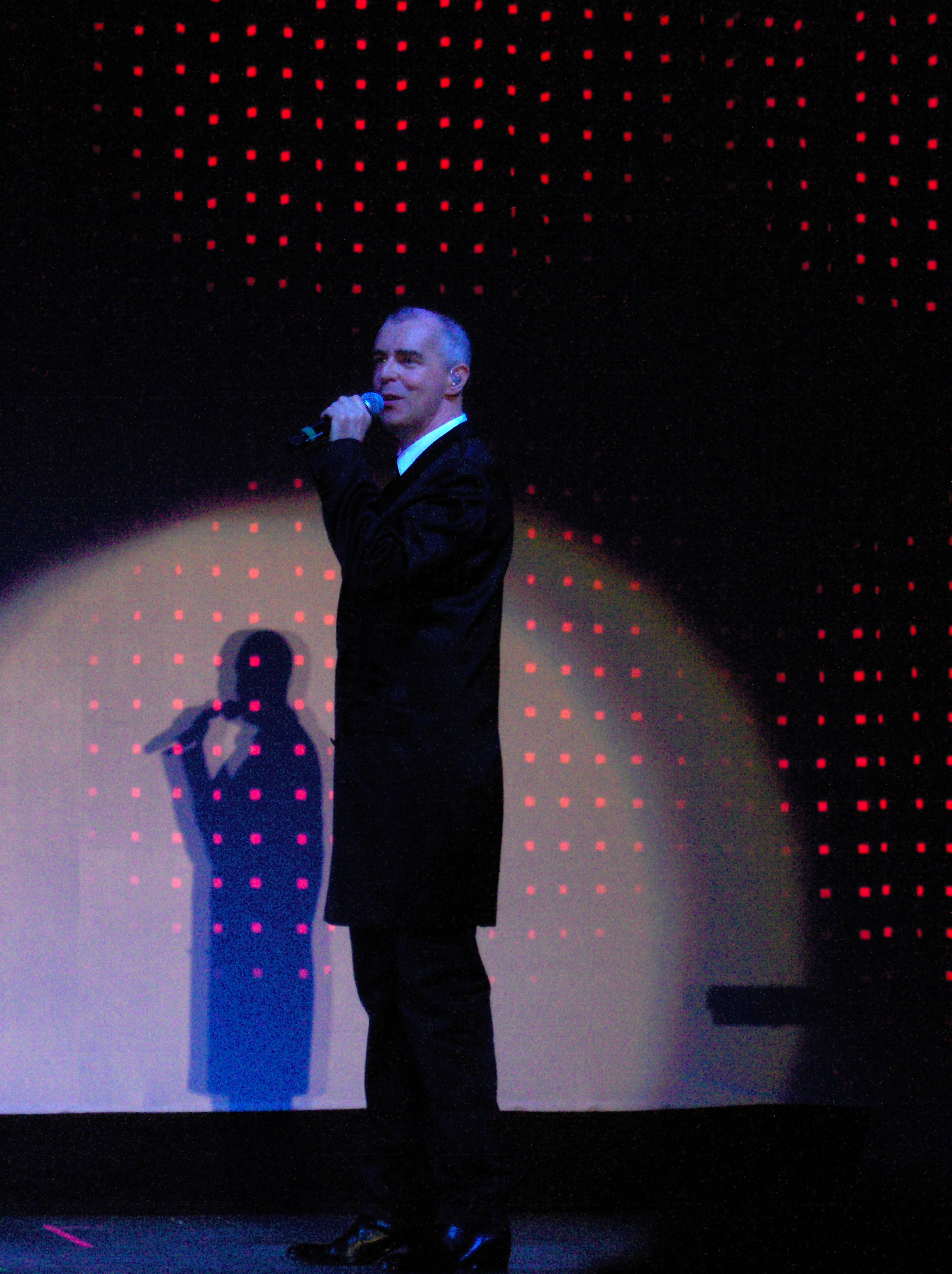
Neil Tennant

Neil Tennant i Chris Lowe es conegueren l'any 1981, a una botiga d'instruments musicals electrònics. En aquella època, Lowe estudiava arquitectura i tocava el trombó a un grup anomenat «One under the eight» i Tennant treballava com a periodista a la publicació Smash Hits, i aviat començaren a compondre plegats. Originàriament pensaven dir-se West End, a causa de la seva afició per aquesta part de la ciutat de Londres, però després van canviar al seu nom actual en record d'un amic d'ambdós que treballava en una botiga de mascotes. A Neil Tennant, particularment, li va agradar molt aquest nom perquè sonava com el d'un grup de rap.
L'any 1983, durant un viatge professional als Estats Units, Tennant tingué l'ocasió de conèixer en persona el productor Bobby Orlando, responsable del so d'una gran quantitat de temes de la música disco i Hi NRG. Mentre compartien un dinar, Tennant aconseguí convèncer Orlando perquè aquest produís un tema que Lowe i ell havien compost. Així, Bobby O va produir la primera versió de «West End Girls», editada al segell Epic a la primavera de 1984, i que només tingué èxit als clubs de Los Angeles i San Francisco, i també a Bèlgica i a l'estat francès, on es convertí en una espècie de «disc de culte».
Ja l'any 1985, Epic Records deixà d'apostar per ells i els PSB entraren al segell discogràfic EMI. El seu primer llançament va ser el tema «Opportunities», que tingué una rebuda semblant a la de la primera versió de «West End Girls». Però ja aleshores havien contactat amb el productor Stephen Hague, conegut per la seva feina amb el material més recent d'OMD; Hague accedí a enregistrar una nova versió de «West End girls», retocant-ne l'estructura i el tempo. Aquesta nova versió, a la tardor de 1985, inicià un lent ascens que la portà al número 1 britànic al mes de gener de 1986.
Després de l'aparició del seu segon senzill, «Love comes quickly», el grup edità el seu primer àlbum, Please, llançat el 29 de març de 1986. Fins i tot s'arribà a parlar de fer una gira europea de presentació de «Please», però per problemes pressupostaris hagueren d'ajornar la idea. Durant aquest mateix any, Lowe i Tennant editaren dos senzills més: una nova versió d'«Opportunities (Let's make lots of money)» i «Suburbia», que arribà al número 8 de les llistes d'èxits britànics. El dit tema es va inspirar en la pel·lícula de Penelope Spheeris, que narra les revoltes juvenils a les metròpolis industrialitzades. També l'any 1986 els PSB editaren Disco, el seu primer disc de remescles.

### Èxit a nivell mundial
L'any 1987 començà una època d'èxits sense precedents en la seua història; el tema «It's a Sin», publicat al mes de juny, serví d'avenç del seu nou disc i, alhora, els donà el seu segon número 1 britànic. Aquesta cançó (inspirada en les vivències de Neil Tennant durant la seva infantesa i adolescència) va rebre crítiques, però també elogis com els de War Cry, revista de l'Exèrcit de Salvació, que li va donar el seu vistiplau, a causa del seu tractament del concepte del pecat en la modernitat. «It's a sin» anà acompanyat d'un vídeo dirigit per Derek Jarman ple de referències als set pecats capitals. Com a segon senzill, els PSB editaren «What have I done to deserve this?», que havien compost l'any 1984 amb Allee Willis; fou enregistrat amb la col·laboració vocal de Dusty Springfield, i al mes d'agost arribà al número 2.
El 7 de setembre del mateix any, ix el seu àlbum Actually; supervisat per diversos productors, i ple de sons i arranjaments provinents del Fairlight, Actually afegeix un toc de grandiositat al so que havien mostrat al seu disc anterior, i els donà dues noves entrades al top 10 britànic amb els senzills «Rent» (8) i «Heart», que al mes de març de 1988 els donà un altre número 1.
Però entre «Rent» i «Heart» els PSB van editar una versió del tema «Always on My Mind», un dels temes més coneguts d'Elvis Presley, que havia mort just deu anys enrere. Tennant i Lowe enfocaren la seva versió amb la intenció d'allunyar-se tant com fos possible del so de l'enregistrament original, amb uns resultats immillorables: arribà al número 1 britànic durant l'època de Nadal de 1987 i aconseguí crítiques bastant positives, fins al punt que ha estat considerada com la segona millor versió de la història.
Entre 1988 i 1989 els Pet Shop Boys compaginaren les sessions d'enregistrament del seu nou material amb col·laboracions amb diferents artistes. Lowe i Tennant escrigueren i produïren el tema «I'm not scared», el tema més reeixit (entrà al Top 10 de 8 estats europeus) del grup Eighth Wonder; a més, van produir el disc Results de l'artista Liza Minnelli, que fou un gran èxit i del qual els Pet Shop Boys escrigueren set cançons. Addicionalment, Lowe i Tennant tornaren a col·laborar amb Dusty Springfield l'any 1989; primerament escrigueren per a ella els temes «Nothing Has Been Proved» (inclòs a la banda sonora de la pel·lícula Scandal, sobre l'afer Profumo) i «In Private», i posteriorment compongueren i produïren la meitat dels temes inclosos al seu àlbum Reputation; tots tres llançaments entraren al Top 20 britànic.
A més, ultra aquestes col·laboracions, els Pet Shop Boys enregistraren i publicaren el seu quart àlbum, Introspective, molt influït per l'escena house del moment, amb col·laboracions de Trevor Horn, Lewis A. Martinée i Richard Niles, responsable de la direcció i els arranjaments de corda del tema «Left to my own devices». A més, van publicar en format senzill «Domino dancing» i, ja l'any 1989, «It's alright», aquest últim compost per Sterling Void; també van recuperar el tema «I'm not scared» que versionaren per a la seva inclusió al disc. En aqueix mateix any el grup inicia el seu primer cicle de concerts, que els porta a Gran Bretanya, Japó i Hong Kong.
El període que abasta la publicació dels discos Actually i Introspective és qualificat pels fans i pels mateixos Pet Shop Boys com la Fase imperial.

### Època de maduresa

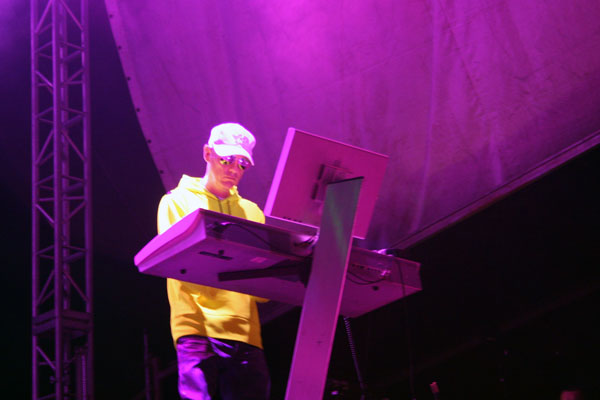
Chris Lowe

En 1990 els Pet Shop Boys tornen als estudis per enregistrar nou material a Múnic amb el productor Harold Faltermeyer, conegut per haver estat el compositor de la banda sonora de la pel·lícula Beverly Hills Cop. Precedit pel llançament del senzill «So hard» (4) al mes de setembre, per octubre ix l'àlbum Behaviour, un disc d'atmosfera més reflexiva i intimista, que es convertiria en una peça de culte, tot i que a nivell de vendes tingué uns resultats inferiors a les dels discos precedents. El presentaren l'any 1991 en una gira mundial, Performance, que els portà al Japó, Estats Units i Europa. Ofereixen concerts a Barcelona i Madrid que causen un gran impacte per la seua posada en escena teatral, recolzada en un ample equip d'actors i ballarins. Mentrestant, el grup edità un senzill amb una versió de la cançó d'U2 «Where the streets have no name» i del tema «I can't take my eyes off you», totes juntes en una espècie de medley (4).
En paral·lel, Tennant i Lowe col·laboren en el primer disc del duo Electronic, integrat per Bernard Sumner -integrant dels New Order- i Johnny Marr, membre del grup The Smiths, que ja havia participat tocant la guitarra al disc «Behaviour».
Després de la gira, el grup publicà la seva primera recopilació, Discography, amb els senzills editats fins aleshores, i incorporant dos temes nous, «DJ Culture» (13) i «Was it worth it» (24). Tot i que el descens en les vendes de «Behaviour» i les col·laboracions de Tennant i Lowe amb Electronic van fer aparèixer rumors sobre la possible dissolució del grup, tots dos deixaren clar que continuarien enregistrant com a Pet Shop Boys i que només s'estaven prenent un petit descans.
Lowe i Tennant tornaren a l'activitat i al mes de juny de 1993 publiquen el seu nou senzill, «Can you forgive her?» (7), on tornen al pop electrònic més eufòric i fastuós, mentre donen a conèixer la seva nova imatge, amb vestits de color taronja, cons al cap i vídeos amb multitud de seqüències generades per ordinador. El nou àlbum, Very, apareix al mes de setembre i arriba al número 1 britànic, cosa que no havien aconseguit amb cap dels àlbums anteriors. El juliol de 1993, viatgen a Rússia per a inaugurar el canal MTV Rússia i, a més, per donar a conèixer el nou senzill «Go West» (2), una versió del tema popularitzat pel grup nord-americà Village People. En total s'extragueren cinc senzills de «Very», tots els quals entraren al Top 15 britànic.
Per a 1994 realitzen una gira, el Discovery Tour, que els porta a Austràlia, Singapur, Brasil i l'Argentina. També l'any 1994 editaren Disco 2, un altre àlbum de remescles, que incloïa el tema «Absolutely fabulous» i material provinent del disc «Very» (senzills i cares B), tot mesclat pel DJ Danny Rampling en un megamix continu. A més, també l'any 1994 Lowe i Tennant remesclaren el tema «Girls and boys», del grup anglès Blur, que esdevingué un gran èxit a tot el món.
L'any 1995 els PSB llancen la seva segona recopilació, Alternative, un doble CD que conté rareses de la seua discografia, especialment cares B de singles. També afegiren David Bowie a la seva llista de col·laboracions, remesclant el seu tema «Hallo Spaceboy» i transformant-lo en una versió pràcticament nova, cantada a duet entre Tennant i Bowie, i que arribà al número 12 britànic.
Un any després tornà a haver-hi material nou de Lowe i Tennant: al mes d'abril editen un nou senzill, «Before» (7), seguit al mes d'agost per «Se a vida é (That's the way life is)» (8), que continuaren amb la ratxa d'èxits del grup; si bé «Before» continua amb l'estil musical de «Very», «Se a vida é» mostra l'interès de Lowe i Tennant pels ritmes llatinoamericans, i constitueix un exemple de fusió de samba i synthpop. El nou disc, Bilingual, aparegué el setembre de 1996; «Bilingual» experimenta amb ritmes brasilers i inclou lletres cantades en portuguès i castellà. Després de l'edició de «Bilingual», els senzills «Single-Bilingual» i «A red letter day» també entraren al Top 15.

### Història més recent

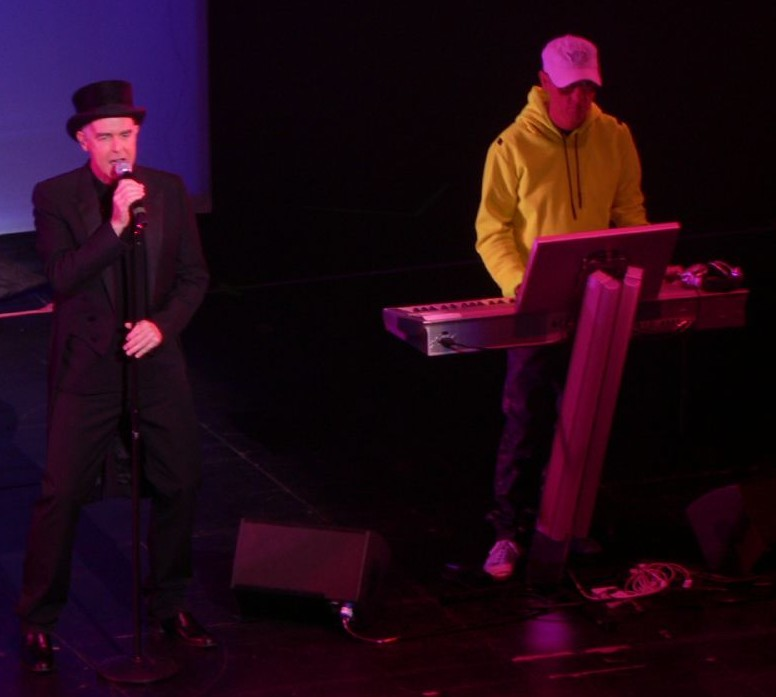
Pet Shop Boys en directe

Després de l'edició de «Bilingual», els Pet Shop Boys van fer col·laboracions amb artistes com Suede i Robbie Williams, a més de compondre material per a un espectacle musical; finalment els temes que havien compost foren publicats l'any 1999 en un altre àlbum del duet, Nightlife, que fou presentat amb un senzill de títol «I don't know what you want but I can't give it anymore» (15). El vídeo d'aquest tema mostra un nou canvi d'imatge de Lowe i Tennant: durant el vídeo, unes operadores transformen la seva aparença fins a donar-los la imatge definitiva, amb perruques grogues, celles poblades, ulleres de sol, abrics llargs i passejant gossos, abocats a un món on tothom va vestit de la mateixa manera. La discotequera «New York City Boy» i l'agredolça «You only tell me you love me when you're drunk» els porten novament al Top 15 britànic al desembre 1999 i gener del 2000, coincidint amb una nova gira mundial que inclou un escenari dissenyat per la prestigiosa arquitecta iraquiana Zaha Hadid. L'àlbum incorpora, a més, un tema ("In denial") cantat a duet amb la cantant australiana Kylie Minogue.
Després de la gira mundial, Lowe i Tennant reprengueren el projecte de l'espectacle musical que havien aparcat durant la promoció de «Nightlife»; finalment el pogueren estrenar (amb el títol de «Closer to heaven") a l'any següent, amb opinions i crítiques diverses.
En 2002, el duo llança el seu següent àlbum, Release, considerat pels fans com un impasse en la carrera musical del grup. En aquest àlbum experimenten amb composicions que no són purament electròniques, sinó que s'hi afegeixen d'altres instruments com ara la guitarra clàssica i elèctrica, bateria i d'altres, com a complement dels sintetitzadors i de les caixes de ritmes que havien definit el seu so fins aleshores. Aquests canvis quedaren reflectits als senzills que s'extragueren Release: «Home and dry» (14), l'emotiva balada «I get along» (18) i «London».
A principis del 2003 combaten la fredor generada amb aqueix disc amb un nou disc de remescles, Disco 3 (que inclou també temes nous) i, encara el 2003, publicaren una doble antologia d'èxits, PopArt, que abasta tota la seva història des dels inicis i que inclou dos temes inèdits, «Miracles» (10) i «Flamboyant» (12). «PopArt» els porta a realitzar, a l'estiu de l'any següent, una gira basada en les seues cançons més conegudes i que els portà al Festival Internacional de Benicàssim; també l'any 2004 els PSB actuaren en un concert-homenatge al productor anglès Trevor Horn.
Encara l'any 2004, els Pet Shop Boys treballaren en la banda sonora del film rus El cuirassat Potemkin d'Eisenstein (1925), posat en escena per primera vegada en un concert multitudinari a la plaça de Trafalgar, de Londres, el 12 de setembre del 2004, en col·laboració amb l'Orquestra Simfònica de Dresden i com a al·legat contra la invasió d'Iraq de 2003. El disc consegüent, Battleship Potemkin, va sortir a la venda al setembre del 2005. Amb anterioritat, i també l'any 2005, els PSB editaren un disc dintre de la col·lecció «Back to mine», en format doble.
Després de l'edició de Back to mine i «Battleship Potemkin», veié la llum un nou disc d'estudi, Fundamental, produït per Trevor Horn i llançat el 22 de maig del 2006, en conjunció amb el seu nou èxit, «I'm with Stupid» (8), aparegut el 8 de maig del mateix any. Actuaren en diversos festivals europeus a l'estiu d'aqueix any (principalment al festival de la torre de Londres), i iniciaren una gira mundial a la tardor, durant la qual publicaren dos nous senzills, «Minimal» (19) i una altra balada, «Numb» (23), composta per l'autora nord-americana Diane Warren, coneguda per haver escrit material d'aquest estil per a artistes com Céline Dion, Aerosmith, Toni Braxton o Christina Aguilera, entre molts d'altres.
L'any 2007 cooperaren novament amb Robbie Williams produint el seu senzill «She's Madonna» i editaren dos nous discos; el primer fou Concrete, el seu primer àlbum en directe, que inclou col·laboracions de Robbie Williams, Anne Dudley i l'orquestra de la BBC. També va aparèixer un nou disc de remescles, Disco 4, aquesta vegada amb remescles que ells han fet sobre temes d'altres artistes (com Rammstein, Madonna o David Bowie) a més de dues remescles de temes propis, «I'm with stupid» i «Integral».
A principis del 2009 els Pet Shop Boys publicaren nou material, concretament el senzill «Love, etc.», com a avenç del seu següent disc, Yes, que es publicarà el 23 de març.

## Discografia

### Àlbums
- Please - 1986
- Disco - 1986
- Actually - 1987
- Introspective - 1988
- Behaviour - 1990
- Discography - 1991
- Very - 1993
- Disco 2 - 1994
- Alternative - 1995
- Bilingual - 1996
- Nightlife - 1999
- Release - 2002
- Disco 3 - 2003
- PopArt - 2004
- Back to Mine: Pet Shop Boys - 2005
- Battleship Potemkin - 2005
- Fundamental - 2006
- Concrete - 2007
- Disco 4 - 2007
- Yes - 2009
- Ultimate - 2010
- Format - 2012
- Elysium - 2012
- Electric - 2013
- Super - 2016
- Hotspot - 2020
- Nonetheless - 2024

### Singles
- Opportunities (FIRST RELEASE) - 1985
- West End Girls - 1985
- Love Comes Quickly - 1986
- Opportunities (SECOND RELEASE) - 1986
- Suburbia - 1986
- It's a Sin - 1987
- What Have I Done To Deserve This? - 1987
- Rent - 1987
- Always on My Mind - 1987
- Heart - 1988
- Domino Dancing - 1988
- Left To My Own Devices - 1988
- It's Alright - 1989
- So Hard - 1990
- Being Boring - 1990
- Where The Streets Have No Name (Can't Take My Eyes Off You) / How Can You Expect To Be Taken Seriously? - 1991
- Jealousy - 1991
- DJ Culture - 1991
- DJ Culture mix - 1991
- Was It Worth It? - 1991
- Can You Forgive Her? - 1993
- Go West - 1993
- I Wouldn't Normally Do This Kind Of Thing - 1993
- Liberation - 1994
- Absolutely Fabulous (PSB with Jennifer Saunders and Joanna Lumley) - 1994
- Yesterday, When I Was Mad - 1994
- Paninaro 95 - 1995
- Before - 1996
- Se A Vida É (That's The Way Life Is) - 1996
- Single - Bilingual - 1996
- A Red Letter Day - 1997
- Somewhere - 1997
- I don't know what you want but I can't give it anymore - 1999
- New York City boy - 1999
- You only tell me you love me when you're drunk - 2000
- Home and dry - 2002
- I get along - 2002
- London - 2002
- Miracles - 2003
- Flamboyant - 2004
- I´m With Stupid - 2006
- Minimal - 2006
- Numb - 2006

### Altres
- Television - 1986 (Vídeo)
- Showbusiness - 1988 (Vídeo)
- It Couldn't Happen Here - 1989 (Vídeo)
- Highlights (Pet Shop Boys on tour) - 1990 (Vídeo)
- Promotion - 1991 (Vídeo)
- Videography - 1991 (Vídeo)
- Performance - 1992 (Vídeo, DVD)
- Very Relentless - 1993 (Edició limitada)
- Projections - 1993 (Vídeo)
- Various - 1995 (Vídeo)
- Discovery - Live In Rio - 1995 (Vídeo)
- Bilingual Special Edition - 1997 (Edició limitada)
- Somewhere - Live Drec The Savoy - 1997 (Vídeo, DVD)
- Essential - 1998 (Recopilació - Edició limitada)
- Please / Further listening 1984-1986 - 2001 (Edició especial remasteritzada)
- Actually / Further listening 1987-1988 - 2001 (Edició especial remasteritzada)
- Introspective / Further listening 1988-1989 - 2001 (Edició especial remasteritzada)
- Behaviour / Further listening 1990-1991 - 2001 (Edició especial remasteritzada)
- Very / Further listening 1992-1994 - 2001 (Edició especial remasteritzada)
- Bilingual / Further listening 1995-1997 - 2001 (Edició especial remasteritzada)
- Pet Shop Boys Montage - The Nightlife Tour - 2001 (DVD)
- Closer to Heaven - 2002 (Banda sonora original)
- Pet Shop Boys Montage - The Nightlife Tour - 2001 (DVD)
- PopArt - 2003 (DVD)
- Battleship Potemkin - 2005 (Banda sonora original)